# Weigand von Redwitz
Weigand von Redwitz (ur. w 1476 w Küps, zm. 20 maja 1556 w Kronach) – biskup Bambergu w latach 1522 – 1556. Mianowany przez papieża Hadriana VI i Karola V.
Pochodził z frankońskiego rodu von Redwitz, którzy swoje nazwisko wywodzili od miejscowości Redwitz an der Rodach. Jego ojcem był Heinrich von Redwitz a matką Agata von Bibra. Za jego czasów Katarzyna II von Redwitz (zm. w 1560) była przełożoną w klasztorze Obermünster w Ratyzbonie.
Od 1490 był kanonikiem w katedrze w Bambergu. Odbył także pielgrzymkę do Jerozolimy. W 1520 pełnił także wyższe funkcje kościelne w Kronach, gdzie był przełożonym Johannesa Graua. Teolog Grau krótko potem ożenił się i uciekł do Wittenbergu, współpracując z Lutrem. Biskup Weigand był natomiast przeciwnikiem Lutra i duchownych katolickich, którzy z nim sympatyzowali. Jego działania były jednak łagodzone przez Johanna von Schwarzenberg – zasłużonego doradcy biskupów Bambergu. 
W czasie jego rządów wybuchła wojna chłopska. Powstańcy zniszczyli na terenie księstwa biskupiego ponad 70 siedzib szlacheckich i klasztorów. Biskup Weigand początkowo szukał porozumienia na drodze polubownej, ale wezwał na pomoc Związek Szwabski. Wojska Związku krwawo stłumiły powstanie.
Pod koniec jego panowania, w czasie wojen religijnych, na księstwo biskupie napadł protestancki książę Albrecht Alcybiades. Zdobył Forchheim i Bamberg. Biskup – pokonany i zaskoczony niespodziewanym atakiem – oddał Albrechtowi prawie połowę księstwa. Jednak Albrecht – narobiwszy sobie wielu wrogów – został w 1553 pobity i zmarł cztery lata później obłożony klątwą.
Następcą biskupa Weiganda został Georg IV von Rügheim.

## Źródła niemieckie
- Thomas Löwer, Der Schwäbische Bund im Hochstift Bamberg 1525 – Gründe für sein Einschreiten, Marburg 2002.